# Charles Pick
Charles Pick (Lebensdaten unbekannt) war ein österreichischer Fußballspieler.

## Karriere

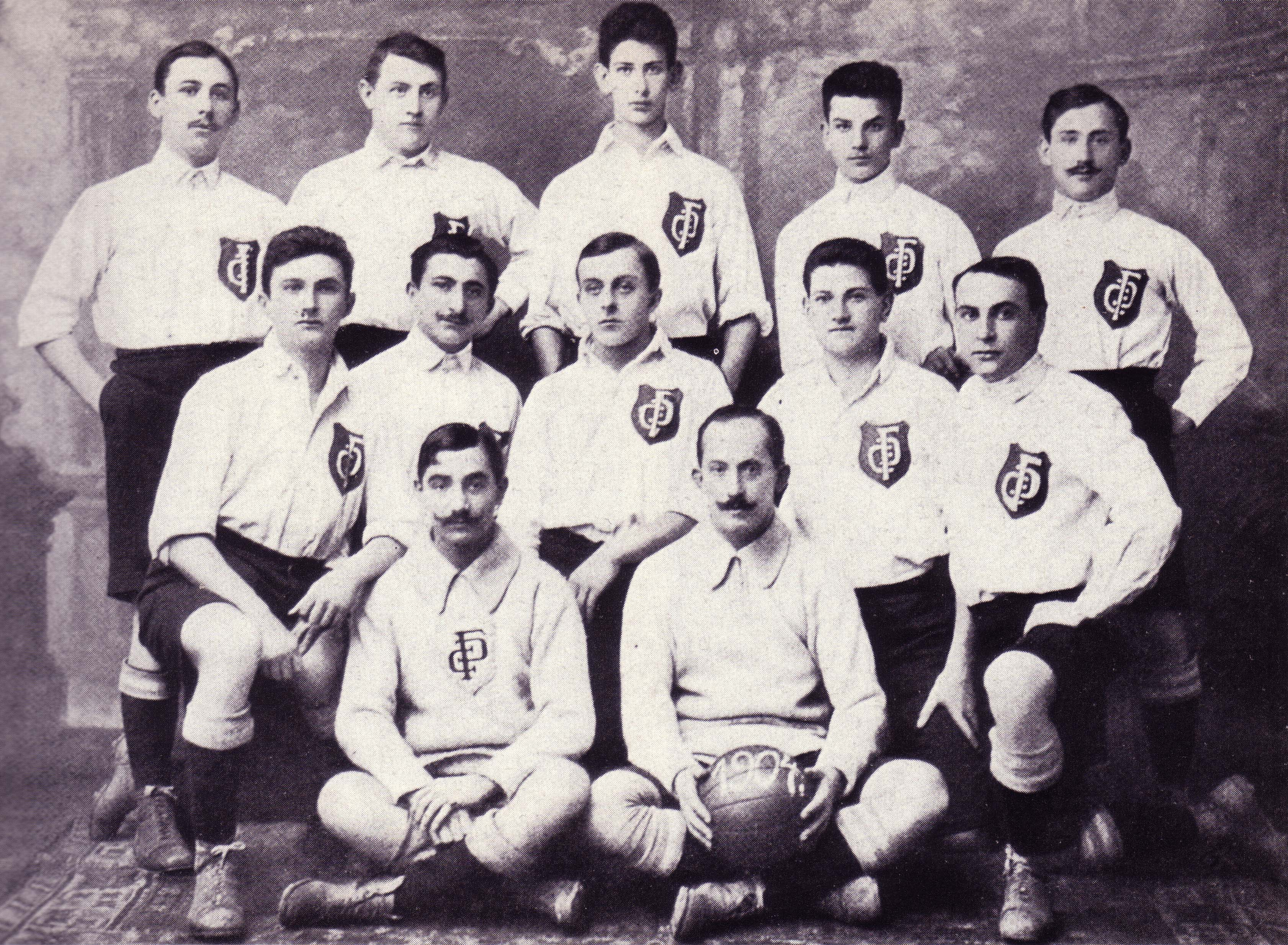
Charles Pick (vorne rechts) und Mitspieler des DFC Prag in einer Aufnahme aus dem Jahr 1904

Pick gehörte dem DFC Prag an, für den er von 1902 bis 1905 als Torhüter aktiv gewesen ist. 
Nachdem die Austragung einer Deutschen Fußballmeisterschaft vom Spielausschuss des Deutschen Fußball-Bundes für die Saison 1902/03 zum ersten Mal ausgeschrieben wurde, fand diese vom 3. bis zum 31. Mai 1903 statt. Teilnahmeberechtigt war jeweils ein Vertreter der bestehenden Lokal- und Regionalverbände; in der Regel der Meister. Bis 1904 waren zudem auch die im Ausland ansässigen deutschen Verbände zugelassen, wovon der „Verband der Prager Deutschen Fußball-Vereine“ – von 1900 bis 1904 gleichzeitig Mitglied der Österreichischen Fußball-Union – Gebrauch machte und den DFC Prag, als einen von 86 Gründungsvereinen, ins Rennen schickte.
Die für den 10. Mai 1903 in München vorgesehene Begegnung mit dem Karlsruher FV fand aufgrund des Einspruchs der Prager, das Spiel in Prag wegen der höher zu erwartenden Einnahmen austragen zu lassen und des Einspruchs der Karlsruher gegen diese Ansetzung, nicht statt. Daraufhin und aus Zeitgründen wurden beide Vereine vom DFB für das Halbfinale zugelassen. Doch ein gefälschtes Telegramm, mit dem Inhalt einer neuerlichen Verlegung des Spieltermins, hielt den Karlsruher FV davon ab, die Reise nach Leipzig anzutreten, was eine Disqualifikation seitens des DFB nach sich zog. 
Die somit kampflos ins Finale vorgerückte Mannschaft des DFC Prag, nach Recherche des IFFHS mit sieben nicht zur Mannschaft gehörenden österreichischen Spielern, unterlag am Sonntag, den 31. Mai in Altona dem Mitteldeutschen Meister VfB Leipzig mit 2:7.

## Erfolge
- Zweiter der Deutschen Meisterschaft 1903
- VdPDFV-Meister 1902